# François Briot

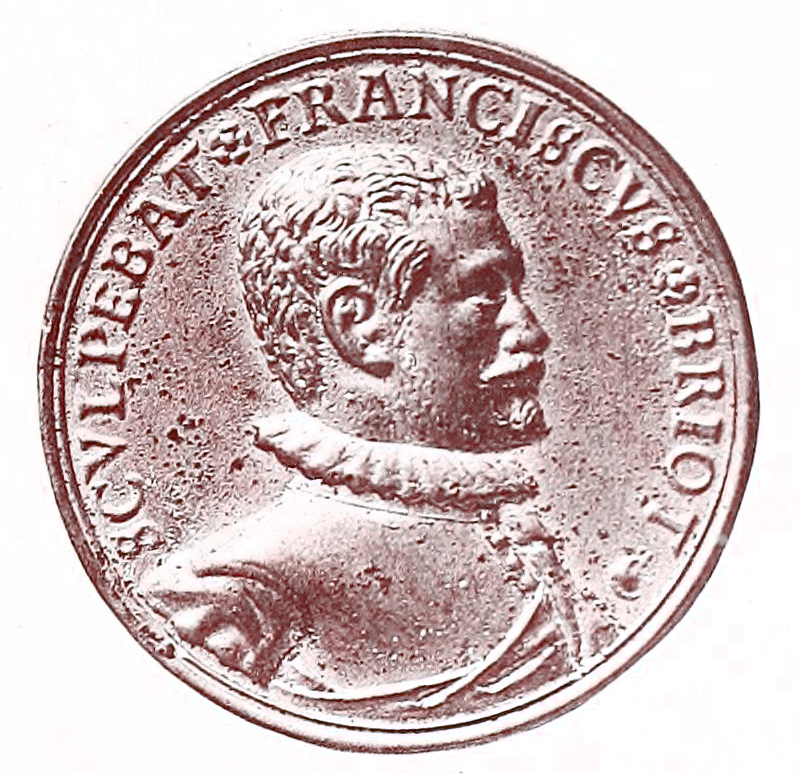
Medaillonbildnis Briots mit Signatur „Sculpebat Franciscus Briot“

François Briot (* um 1550 in Damblain, Lothringen; † zuletzt erwähnt 26. April 1616 in Montbéliard) war ein französischer Zinngießer und Medailleur.

## Leben und Werk
François Briot, Sohn des Goldschmiedes Urbain Briot (* um 1520; † 1562), musste als Hugenotte um 1579 seine Heimat im lothringischen Damblain verlassen und wanderte in die protestantische Grafschaft Württemberg-Mömpelgard aus. 1580 wird er dort in die Zunft aufgenommen. Er schuf zwischen 1585 und 1610 mehrere Reliefmedaillen mit Portraits der herzoglichen Familie sowie sechs Münzstempel und zwei Siegel. Am 20. Januar 1856 erhielt er den Titel „Graveur Seiner Excellenz“ 
Er fertigte insbesondere auch Kupferformen mit reichen Gravierungen für Schüsseln und Kannen aus Edelzinnbearbeitung, die als seine Hauptwerke gelten. Am bekanntesten davon ist die sogenannte „Temperantiaschüssel“. Sie zeigt im Mittelmedaillon Temperantia, in der inneren Zone die vier Elemente in ovalen Bildfeldern, in der äußeren Zone die Sieben freien Künsten und Minerva. Die Schale trägt auf der Rückseite das Porträtmedaillon von Briot und seine Signatur. Dazu gehört eine Kanne mit Darstellungen von Fides, Spes und Caritas.

## Werke

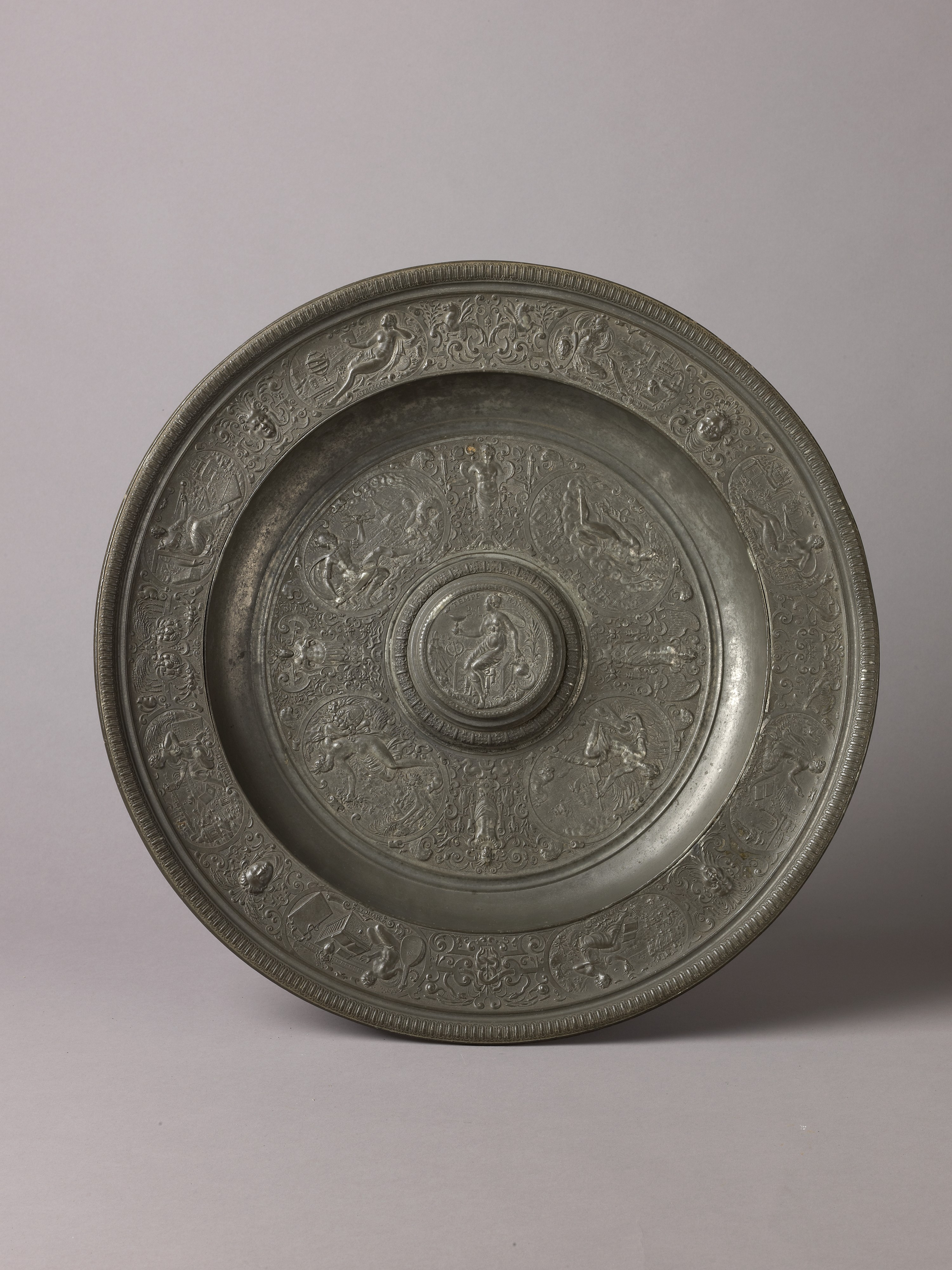
Temperatiaschüssel
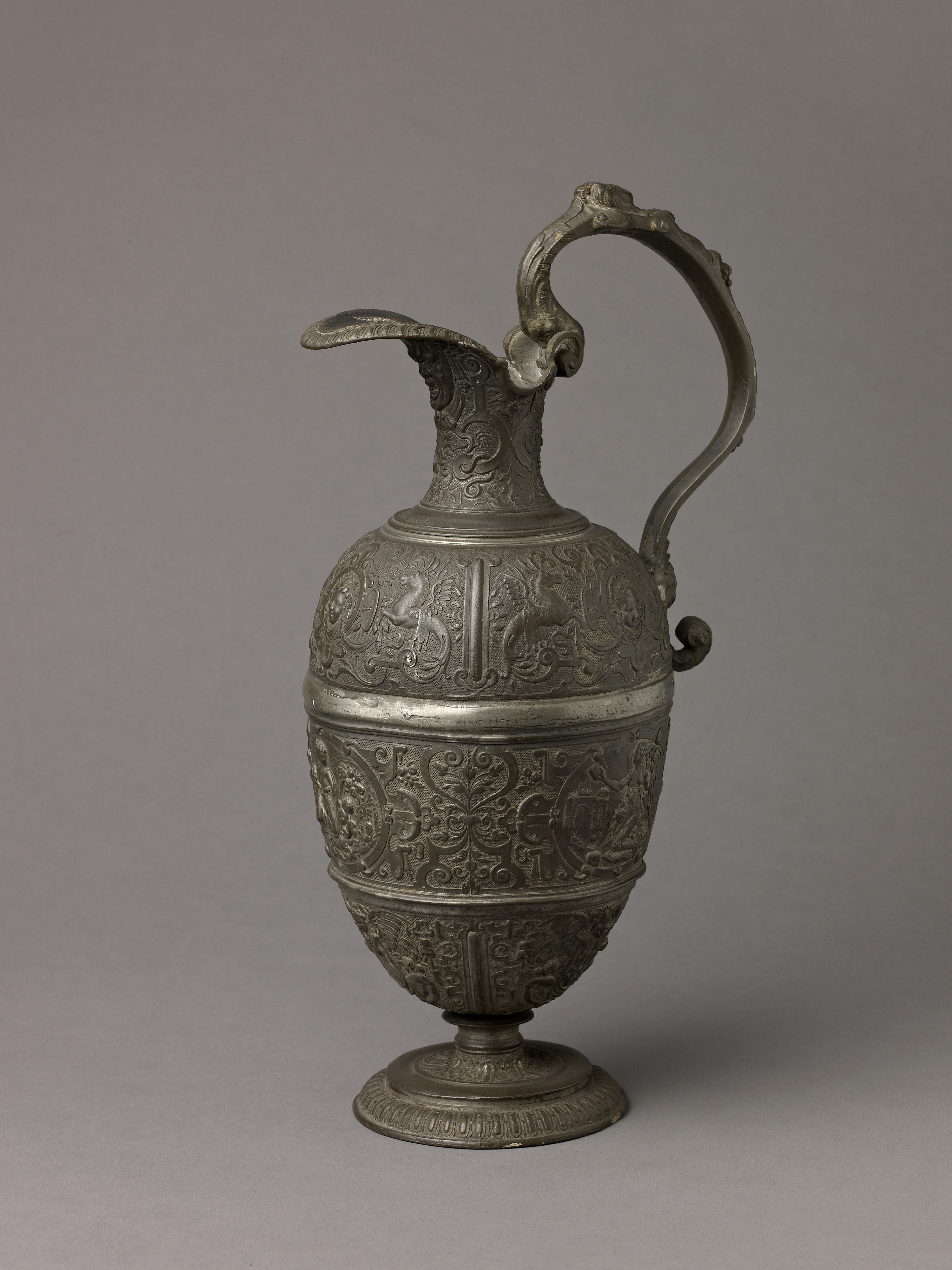
Dazugehörige Kanne mit Darstellungen von Glauben, Hoffnung und Nächstenliebe
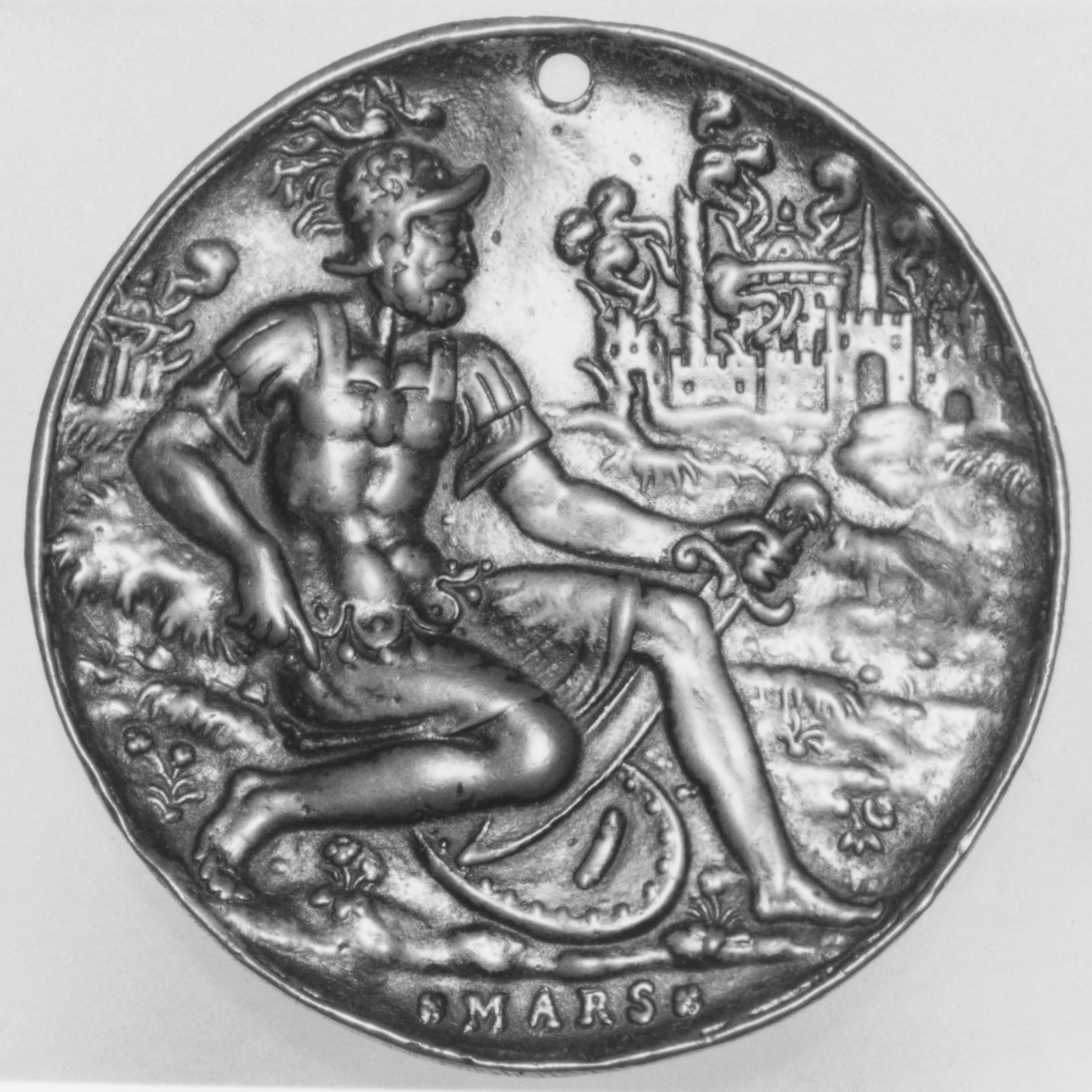
Plakette mit Darstellung des Mars